# Les Vendeurs d'aspirateurs
Pour plus de détails, voir Fiche technique et Distribution.
Les Vendeurs d'aspirateurs (titre original : Pölynimurikauppiaat) est un documentaire finlandais réalisé par John Webster, sorti en 1993.

## Synopsis
Trois vendeurs font du porte-à-porte pour vendre des aspirateurs. Malgré les techniques qu'ils emploient, dans une Finlande en dépression, ils n'y arrivent guère.

## Fiche technique
- Titre original : Pölynimurikauppiaat
- Titre français : Les Vendeurs d'aspirateurs
- Titres internationaux : Suckers, Vacuum-Cleaner Salesmen
- Réalisation : John Webster
- Directeur de la photographie : Tuomo Virtanen
- Musique : Viljo Vesterinen, Lasse Pihlajamaa
- Pays d'origine :  Finlande
- Producteurs : Jarmo Jääskeläinen, Kari Jääskeläinen
- Longueur : 52 minutes
- Format : Couleur

## Récompenses
- 1994 : Prix Europa[2],[3]